# Wanderléa
Wanderléa Charlup Boere Salim, conocida como Wanderléa (Santo Antônio do Pontal, Minas Gerais; 5 de junio de 1944) es una cantante, compositora, actriz e instrumentista brasileña, expresentadora del histórico programa de televisión Jovem Guarda junto a los cantautores Erasmo Carlos (1941-2022) y Roberto Carlos (1941-).
Se hizo famosa durante el movimiento Jovem Guarda, alcanzando el éxito junto a sus amigos Roberto Carlos y Erasmo Carlos en el programa de televisión Jovem Guarda. Trabajó como actriz principal en la película brasileña Juventud y ternura (1968), dirigida por Aurélio Teixeira, y en el largometraje Roberto Carlos y el diamante de color rosa (1970) de Roberto Farias, actuando junto a Roberto y Erasmo.

## Biografía

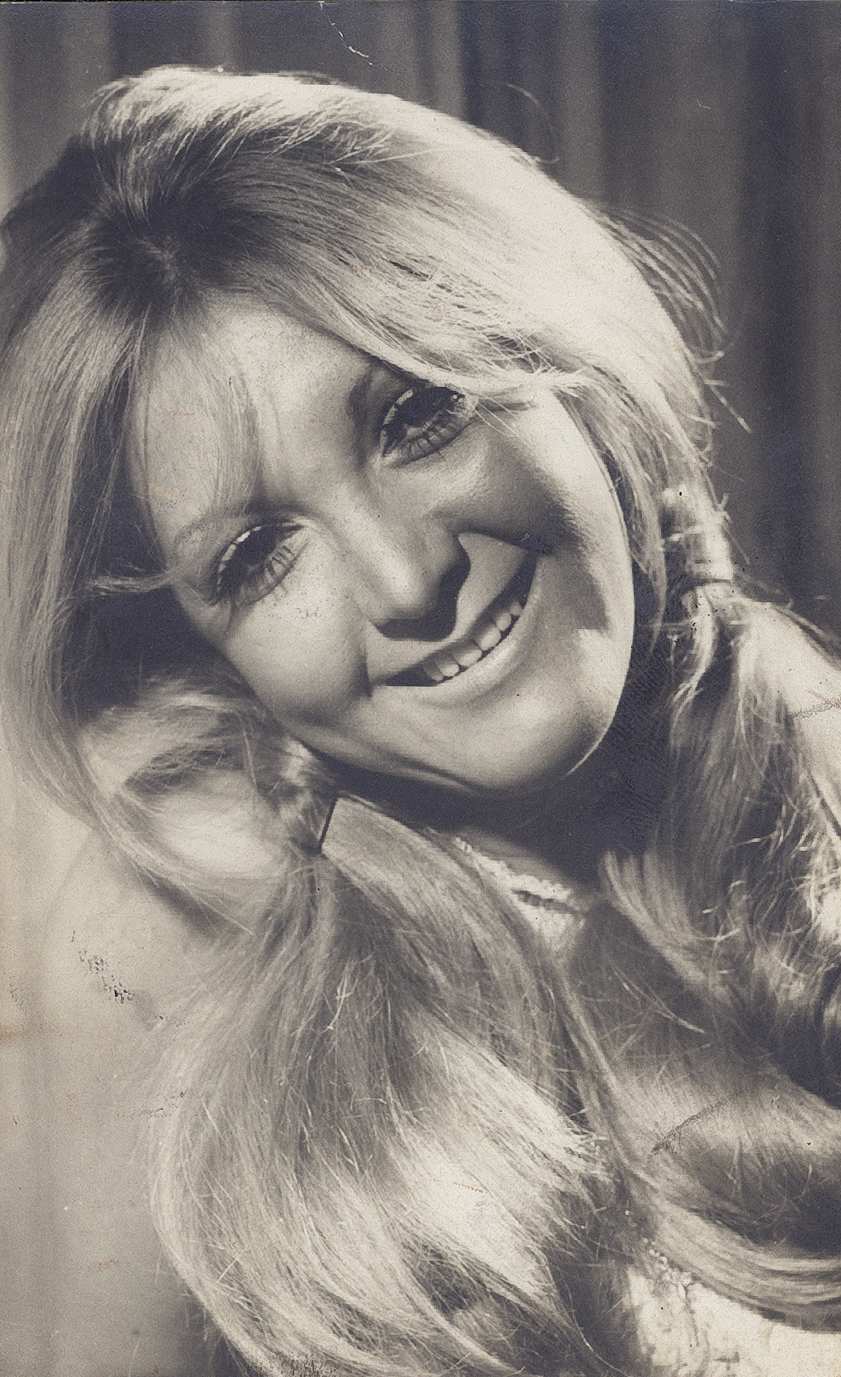
Wanderléa en 1971.

De padres libaneses, nació en la aldea Santo Antônio do Pontal, en el distrito de Governador Valadares (estado de Minas Gerais), 611 km al norte de Río de Janeiro (Brasil).
Tras su nacimiento, la familia se mudó a la ciudad de Lavras, 558 km al suroeste, también en el estado de Minas Gerais.
En 1955, a la edad de nueve años, se trasladó con su familia ―formada por sus padres y trece hermanos― al barrio de Ilha do Governador, en Río de Janeiro (donde ahora se encuentra el aeropuerto internacional Galeão).

### Carrera
Se dio a conocer a finales de la década de 1950 cantando en la radio, a los diez años ya ganaba concursos. A principios de la década de 1960, realizó sus primeras grabaciones fonográficas de rock and roll, impresionando por su forma de cantar.
En 1965 fue invitada a presentar un programa de televisión junto a los cantantes Roberto Carlos y Erasmo Carlos, el famoso programa Jovem Guarda, que pronto se convirtió en el primer movimiento juvenil de Brasil, influenciado por la banda británica The Beatles. Wanderléa influyó en la moda entre las chicas brasileñas de la década de 1960, convirtiéndose en la primera estrella del pop del país.
En 1962 salió su primer sencillo y, al año siguiente, su primer LP, titulado Wanderléa, por la empresa discográfica Discos CBS, que en ese entonces era filial de Columbia Records. En la discográfica conoció a Roberto Carlos y Erasmo Carlos, y en agosto de 1965 comenzó a presentar el programa Jovem Guarda, de TV Récord, en la ciudad de São Paulo. Emitido los domingos por la tarde, el programa tuvo una de las mayores audiencias de la época y lanzó a varios artistas. Wanderléa y Celly Campelo fueron las primeras estrellas del rock brasileño.
Participó en películas junto a Roberto Carlos y, tras finalizar Jovem Guarda, continuó su carrera como cantante pop.
El programa se emitió en TV Récord entre 1965 y 1968.
Wanderléa recibió el apodo de Ternurinha (que significa ‘ternurita’) por su primer éxito, «Ternura (de alguna manera llegó a ser mañana)».
Actualmente se presenta cantando sus grandes éxitos, como «Pare o casamento» (versión de Luis Keller),
«Ternura» (Rossini Pinto) y
«Prova de fogo» (Erasmo Carlos).
A los quince años cantaba en discotecas y como era menor de edad sus padres tuvieron que firmar un permiso en el juzgado de menores. Al principio, su padre no aceptaba la carrera de su hija, pero con el tiempo comprendió que la joven tenía grandes talentos musicales.

### Vida personal

Roberto Carlos, Erasmo Carlos y Wanderléa durante la filmación de la película Roberto Carlos y el diamante color rosa.

Wanderléa sufrió muchas pérdidas en su vida. El primero de ellos fue a los diez años, cuando su hermana mayor fue asesinada por una bala perdida. Este hecho sacudió para siempre la vida de Wanderléa y de toda su familia.
Al comienzo de su carrera, a los dieciséis años, comenzó a salir con Zé Renato, el hijo de Chacrinha. Después de solo unos meses de noviazgo, se comprometieron. Después de siete años juntos, ocurrió una tragedia: Zé sufrió un accidente al arrojarse en una piscina y quedó parapléjico. Wanderléa cayó en una grave depresión y con el tiempo la relación entró en crisis porque él no quería ser una carga en la vida de ella. A pesar de haber luchado por él, respetó la decisión de Zé y se separó de su prometido.
En los años después de la separación, salió con algunos cantantes y compositores de la época. También tuvo una corta relación con Roberto Carlos.
Luego conoció al guitarrista chileno Lalo Correa, más conocido como Lalo California.
Los dos comenzaron a salir y pronto se casaron. En 1982 nació el primer hijo de la pareja: Leonardo. En 1984 ocurrió una tragedia: Leonardo, de dos años de edad, se ahogó en la piscina de la casa. El niño iba en su triciclo y accidentalmente cayó a la piscina. Fue rescatado pero no sobrevivió. Los dos tuvieron dos hijas más: Yasmin y Jadde. Las dos tienen menos de dos años de diferencia y nacieron a finales de los años 1980.
Sufrió otras pérdidas, como la muerte de su padre, que la dejó muy afectada y poco después, en 1996, su hermano murió de sida, lo que la hizo caer en una depresión, que la sacudió emocionalmente hasta el punto que, según ella, le provocó un cáncer de útero, obligándola a hacerse una histerectomía. Pero logró recuperar la salud y el ánimo y, en sus propias palabras, «si aparece un problema me digo: “Vamos a ver cómo lo solucionamos”, y sigo adelante».
Wanderléa sigue casada con Lalo California, pero viven en casas separadas. La cantante dice estar muy feliz así, ya que se dio cuenta de que no se llevaban tan bien cuando vivían juntos, y como a la pareja le gusta una relación más abierta, viven juntos como dos amantes.
En entrevistas, reveló que le molestaba su fama, lo que con el tiempo le trajo problemas; por ejemplo, al pasar por la calle con su automóvil importado, la gente humilde la señalaba y comentaba: «Ahí va Wanderléa con su gran auto». Esto siempre la molestó, porque ella fue muy pobre y entendía el sufrimiento de los humildes, pero nadie lo reconocía.
Desde la época de la Jovem Guarda, lleva el apodo de Ternurinha, que al principio no le gustaba mucho. Incluso pensó en lanzar una campaña para cambiarlo. Pero luego se acostumbró y terminó aceptándolo.
Otro apodo que también recibió en la época de la Jovem Guarda fue Wandeca.
A principios de 2017, presentó en Río de Janeiro y São Paulo el musical ¡60!, década de arromba, reviviendo acontecimientos importantes de los años 1960, presentando varios trajes diferentes e interpretando sus éxitos como «Ternura» y «Pare o casamento».

### Participación en bandas sonoras de telenovelas
La regrabación de 1989 de «Foi assim» fue incluida en la banda sonora nacional de la telenovela Rainha da Sucata, emitida al año siguiente.
«Te amo» (1992) estuvo en las bandas sonoras nacionales de las telenovelas Caras & bocas (2009)
y en la reversión de la telenovela Guerra dos sexos (2012).
La misma canción ya había sido incluida en la banda sonora de Pedra Sobre Pedra, en los años 1990.
Al publicar su autobiografía Wanderléa: foi assim (‘fue así’) en 2017, declaró que su verdadera fecha de nacimiento era el 5 de junio de 1944 y no 1946, como siempre se ha dicho y publicitado. En su biografía, Wanderléa dice que esto comenzó durante sus días escolares, debido a que siempre pensó que era la más pequeña de su clase, por lo que afirmaba ser dos años más joven de lo que realmente era.

## Discografía

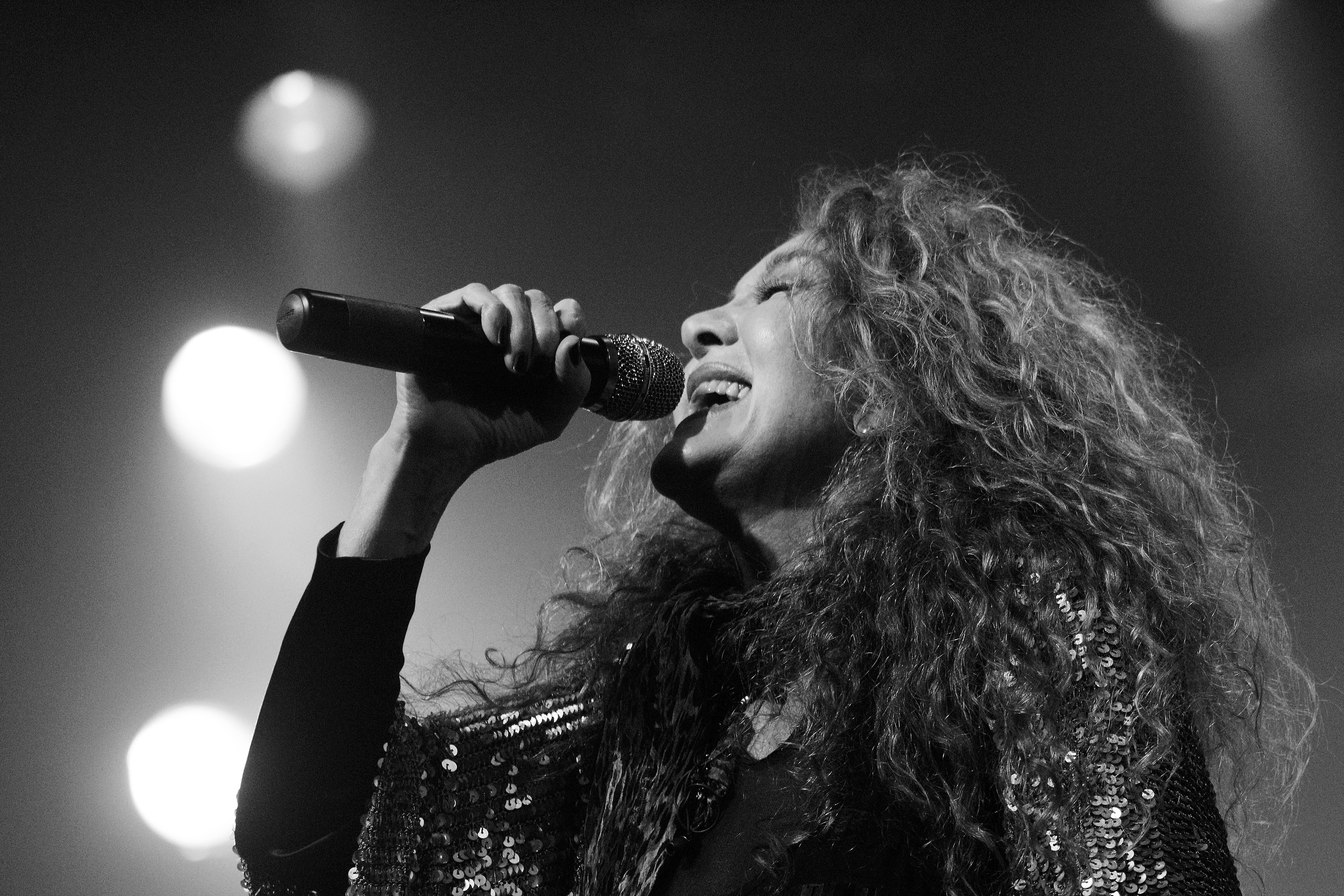
Wanderléa in 2016.

### Álbumes de estudio
- 1963: Wanderléa (CBS)
- 1964: Quero você (CBS)
- 1965: É tempo de amor (CBS)
- 1966: A ternura de Wanderléa (CBS)
- 1967: Wanderléa (CBS)
- 1968: Pra ganhar meu coração (CBS)
- 1972: Maravilhosa (Polydor)
- 1975: Feito gente (Polydor)
- 1977: Vamos que eu já vou (EMI)
- 1978: Mais que paixão (EMI), Egberto Gismonti la acompaña en el piano
- 1980: Wanderléa (CBS)
- 1981: Ser estranho (CBS)
- 1982: Wanderléa (CBS)
- 1985: Menino bonito (Som Livre)
- 1989: Wanderléa (3M)
- 1992: Te amo (Som livre)
- 1996: O novo de novo: ao vivo (Paradoxx)
- 2003: O amor sobreviverá (BMG)
- 2008: Nova estação (Lua Music)
- 2016: Vida de artista (canções de Sueli Costa)[6]
- 2023: Wanderléia canta choros (con la participación especial de Hamilton de Holanda)

### Álbumes recopilatorios
- 2000: 21 grandes sucessos de Wanderléa (Columbia)

## Filmografía
- 1968: Juventude e ternura
- 1969: Agnaldo, perigo a vista
- 1969: Roberto Carlos e o diamante cor-de-rosa
- 1971: Roberto Carlos a 300 km por hora
- 2008: Nova estação (DVD)
- 2015: Jovem aos 50: a história de meio século da Jovem Guarda